# Estação Gómez Farías
A Estação Gómez Farías é uma das estações do Metrô da Cidade do México, situada na Cidade do México, entre a Estação Zaragoza e a Estação Boulevard Puerto Aéreo. Administrada pelo Sistema de Transporte Colectivo, faz parte da Linha 1.
Foi inaugurada em 4 de setembro de 1969. Localiza-se no cruzamento da Estrada Ignacio Zaragoza com a Rua 31. Atende os bairros Federal e Valentín Gómez Farías, situados na demarcação territorial de Venustiano Carranza. A estação registrou um movimento de 14.170.037 passageiros em 2016.